# Grumolo delle Abbadesse
Grumolo delle Abbadesse é uma comuna italiana da região do Vêneto, província de Vicenza, com cerca de 3.311 habitantes. Estende-se por uma área de 14 km², tendo uma densidade populacional de 237 hab/km². Faz fronteira com Camisano Vicentino, Gazzo (PD), Grisignano di Zocco, Longare, Montegalda, Torri di Quartesolo.

## Demografia
| Variação demográfica do município entre 1861 e 2011                               |
|                                                                                   |
| Fonte: Istituto Nazionale di Statistica (ISTAT) - Elaboração gráfica da Wikipedia |